# Liste der Kulturdenkmäler in Romrod
Die folgende Liste enthält die in der Denkmaltopographie ausgewiesenen Kulturdenkmäler auf dem Gebiet  der  Stadt Romrod, Vogelsbergkreis, Hessen.
Hinweis: Die Reihenfolge der Denkmäler in dieser Liste orientiert sich zunächst an Stadtteilen und anschließend der Anschrift, alternativ ist sie auch nach der Bezeichnung, der vom Landesamt für Denkmalpflege vergebenen Nummer oder der Bauzeit sortierbar.
Kulturdenkmäler werden fortlaufend im Denkmalverzeichnis des Landes Hessen durch das Landesamt für Denkmalpflege Hessen auf Basis des Hessischen Denkmalschutzgesetzes (HDSchG) geführt. Die Schutzwürdigkeit eines Kulturdenkmals hängt nicht von der Eintragung in das Denkmalverzeichnis des Landes Hessen oder der Veröffentlichung in der Denkmaltopographie ab.

Die Kulturdenkmäler der einzelnen Stadtteile sind in eigenen Listen enthalten:
- Liste der Kulturdenkmäler in Nieder-Breidenbach
- Liste der Kulturdenkmäler in Ober-Breidenbach
- Liste der Kulturdenkmäler in Strebendorf
- Liste der Kulturdenkmäler in Zell (Romrod)

Das Vorhandensein oder Fehlen eines Objekts in dieser Liste ist keine rechtsverbindliche Auskunft darüber, ob es Kulturdenkmal ist oder nicht: Diese Liste entspricht möglicherweise nicht dem aktuellen Stand der offiziellen Denkmaltopographie. Diese ist für Hessen in den entsprechenden Bänden der Denkmaltopographie Bundesrepublik Deutschland und im Internet unter DenkXweb – Kulturdenkmäler in Hessen einsehbar. Auch diese Quellen sind, obwohl sie durch das Landesamt für Denkmalpflege Hessen aktualisiert werden, nicht immer aktuell, da es im Denkmalbestand immer wieder Änderungen gibt.
Eine verbindliche Auskunft erteilt allein das Landesamt für Denkmalpflege Hessen.
Nutze diese Kartenansicht, um Koordinaten in der Liste zu setzen. In dieser Kartenansicht sind Kulturdenkmale ohne Koordinaten mit einem roten bzw. orangen Marker dargestellt und können in der Karte gesetzt werden. Kulturdenkmale ohne Bild sind mit einem blauen bzw. roten Marker gekennzeichnet, Kulturdenkmale mit Bild mit einem grünen bzw. orangen Marker.

## Kernstadt Romrod
| Bild                    | Bezeichnung                   | Lage                                                       | Beschreibung                                                                      | Bauzeit                                                | Objekt-Nr. |
| ----------------------- | ----------------------------- | ---------------------------------------------------------- | --------------------------------------------------------------------------------- | ------------------------------------------------------ | ---------- |
| weitere Bilder          | Gesamtanlage I, Stadtkern     | Lage                                                       |                                                                                   |                                                        | 813878 DDB |
| Bild gesucht BW         | Gesamtanlage II, Mühlhof      | Herrnstraße 1–5 Lage                                       |                                                                                   |                                                        | 938656 DDB |
| weitere Bilder          | Ehemalige Synagoge            | Alsfelder Straße 1 LageFlur: 1, Flurstück: 207/3           |                                                                                   |                                                        | 813851 DDB |
| Bild gesucht BW         |                               | Alsfelder Straße 3 LageFlur: 1, Flurstück: 211             |                                                                                   |                                                        | 938647 DDB |
| weitere Bilder          | Schloss Romrod                | Alsfelder Straße 7 LageFlur: 1, Flurstück: 2/1             |                                                                                   | Ursprung 12. Jahrhundert (Kleine Wasserburg) vermutet. | 813138 DDB |
| Bild gesucht BW         |                               | Alsfelder Straße 9 LageFlur: 1, Flurstück: 2/4             |                                                                                   |                                                        | 813880 DDB |
| weitere Bilder          | Evangelische Kirche           | Alsfelder Straße 11 LageFlur: 1, Flurstück: 1/1            |                                                                                   | 1676/80                                                | 813850 DDB |
| Bild gesucht BW         |                               | Alsfelder Straße 25 LageFlur: 1, Flurstück: 120/1          |                                                                                   |                                                        | 813858 DDB |
| Bild gesucht BW         |                               | Am Eckstein 1 LageFlur: 1, Flurstück: 198/1                |                                                                                   |                                                        | 813139 DDB |
| Bild gesucht BW         |                               | Ecke 1 LageFlur: 1, Flurstück: 322                         |                                                                                   |                                                        | 813855 DDB |
| Bild gesucht BW         |                               | Ecke 3 LageFlur: 1, Flurstück: 318/3, 318/4                |                                                                                   |                                                        | 813137 DDB |
| weitere Bilder          | Katholische Kirche St. Joseph | Ferdinand-Richtberg-Straße 7 LageFlur: 1, Flurstück: 512/1 | Saalkirche im Baustil der Nachkriegsmoderne nach einem Entwurf von Heinrich Happ. | 1970                                                   | 813886 DDB |
| Grünberger Straße 1     |                               | Grünberger Straße 1 LageFlur: 1, Flurstück: 305/1          |                                                                                   |                                                        | 813140 DDB |
| Grünberger Straße 19/17 |                               | Grünberger Straße 17/19 LageFlur: 1, Flurstück: 288, 289   |                                                                                   |                                                        | 813159     |
| Grünberger Straße 27    |                               | Grünberger Straße 27 LageFlur: 1, Flurstück: 281/4         |                                                                                   |                                                        | 813856 DDB |
| Bild gesucht BW         |                               | Grünberger Straße 31 LageFlur: 1, Flurstück: 273/1         |                                                                                   |                                                        | 813849 DDB |
| Herrnstraße 3           |                               | Herrnstraße 3 LageFlur: 1, Flurstück: 254/3                |                                                                                   |                                                        | 813894 DDB |
| Bild gesucht BW         | Backhaus                      | Herrnstraße 12 LageFlur: 1, Flurstück: 247                 |                                                                                   |                                                        | 813157 DDB |
| Bild gesucht BW         |                               | Hügelstraße 6 LageFlur: 1, Flurstück: 298/1                |                                                                                   |                                                        | 813852 DDB |
| Bild gesucht BW         |                               | Inselweg 2 LageFlur: 1, Flurstück: 53                      |                                                                                   |                                                        | 938648 DDB |
| Bild gesucht BW         | Pfarrhaus                     | Lutherstraße 4 LageFlur: 1, Flurstück: 65                  |                                                                                   |                                                        | 813848 DDB |
| Bild gesucht BW         |                               | Mittelgasse 2 LageFlur: 1, Flurstück: 291/3                |                                                                                   |                                                        | 938649 DDB |
| Bild gesucht BW         | Stall des ehemaligen Vorwerks | Neue Straße 3 LageFlur: 1, Flurstück: 2/3                  |                                                                                   |                                                        | 813156 DDB |
| Bild gesucht BW         |                               | Neue Straße 10 LageFlur: 1, Flurstück: 142                 |                                                                                   |                                                        | 813893 DDB |
| Bild gesucht BW         |                               | Neue Straße 18 LageFlur: 1, Flurstück: 146/1               |                                                                                   |                                                        | 813165 DDB |
| Steg über den Ocherbach | Steg über den Ocherbach       | Ocherbach LageFlur: 1, Flurstück: 466                      |                                                                                   |                                                        | 813881 DDB |
| Bild gesucht BW         | Friedhof                      | Schloßallee 14 LageFlur: 1, Flurstück: 113                 |                                                                                   |                                                        | 813271 DDB |
| Bild gesucht BW         | Ehemaliges Postamt            | Schloßallee 15 LageFlur: 1, Flurstück: 197                 |                                                                                   |                                                        | 813854 DDB |
| Bild gesucht BW         | Alte Schule                   | Schulstraße 2 LageFlur: 1, Flurstück: 18/2                 |                                                                                   |                                                        | 813857 DDB |
| Bild gesucht BW         | Alter Pfarrhof                | Schulstraße 9 LageFlur: 1, Flurstück: 11                   |                                                                                   |                                                        | 813141 DDB |
| Zeller Straße 18        |                               | Zeller Straße 18 LageFlur: 1, Flurstück: 368/7             |                                                                                   |                                                        | 813847 DDB |